# Herman Berkien

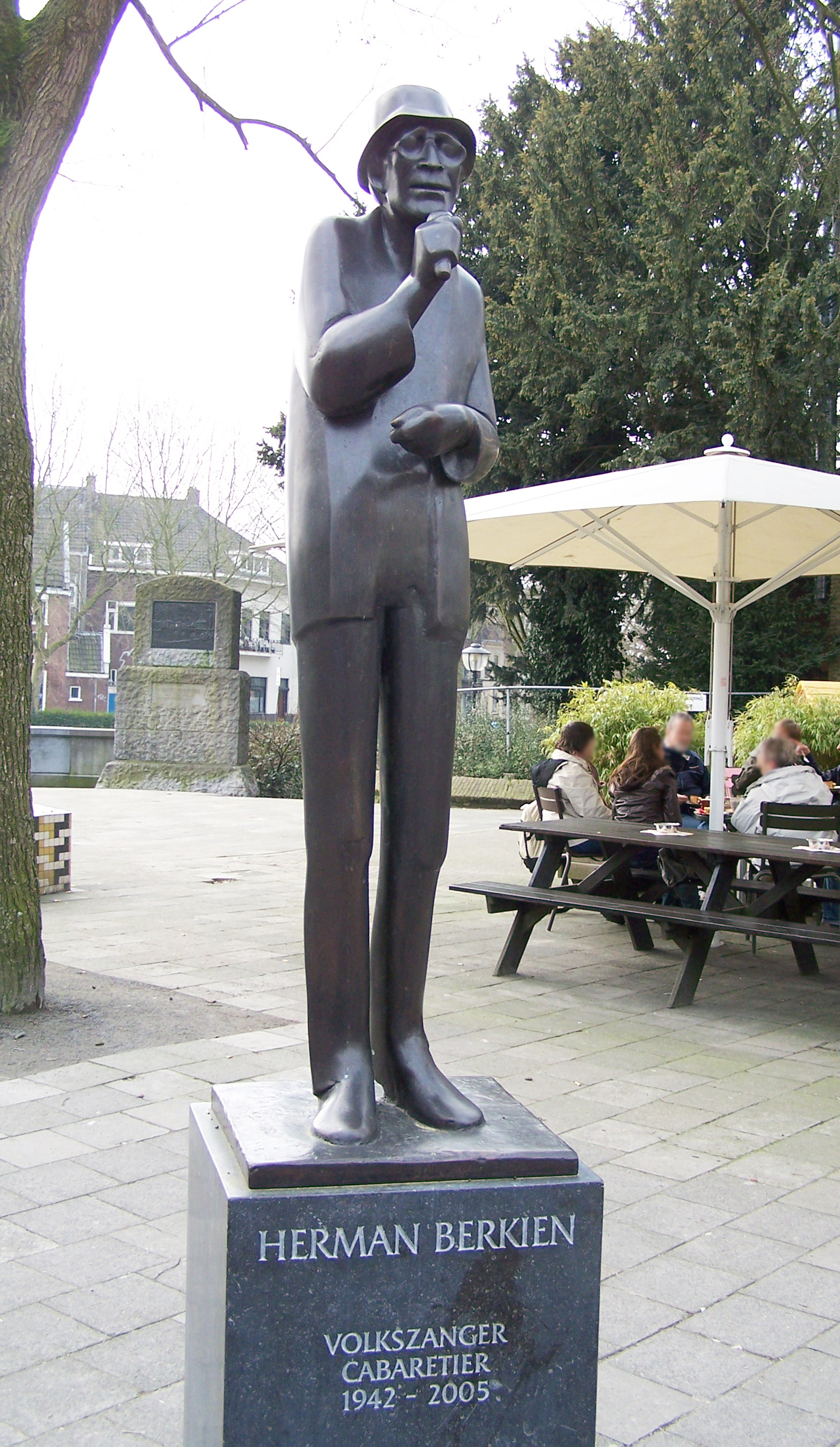
Standbeeld van Herman Berkien in Utrecht

Hermannus Antonius (Herman) Berkien (Utrecht, 15 juni 1942 – aldaar, 22 juni 2005) was een Nederlandse cabaretier en zanger.

## Loopbaan
Berkien volgde een opleiding grafisch ontwerpen aan de Kunstacademie in Utrecht, studeerde voor tolk en vertaler en was pr-man bij een groot bedrijf. Hij ontmoette de lokale cabaretier Hennie Oliemuller en begon met zijn eigen cabaretprogramma "Spoelen maar".  Hij richtte in zijn studententijd het studentencabaret Duimelot op. Hij is voornamelijk bekend van zijn liedjes in het Utrechtse dialect. In de jaren zeventig werd hij ook buiten zijn geboortestad bekend met liedjes als Waar is toch m'n caravan en vooral Utereg me stadsie. Berkien werkte al snel samen met Yvonne Groeneveldt, Corry van der Horst en Tineke Schouten vanuit zijn eigen Mirliton Theater midden jaren 1970.
Hij was niet alleen een belangrijke Utrechtse entertainer, maar ook een hartstochtelijk supporter van FC Utrecht, dat hij regelmatig te hulp schoot in moeilijke tijden. Hij was tevens de grondlegger van de FC Utrecht-muziek, met liedjes zoals Utereg me cluppie gaat Europa in, het Strijdlied en Bij ons in Utereg.
In 1992 was Berkien presentator van het satirische Veronica-programma Nieuwslij (parodie op het actualiteitenprogramma Veronica's Nieuwslijn). Na een aantal afleveringen hiervan werd de naam gewijzigd naar Nieuwsbrein.
In 2002 werd Berkien benoemd tot lid in de Orde van Oranje-Nassau. Voor zijn bijzondere inzet en verdiensten voor de stad kreeg hij in 2004 de Utrechtse stadsspeld.
In juni 2004 werd geconstateerd dat Berkien kanker had. Hoewel hij na behandeling genezen werd verklaard, kwam de ziekte weer terug. Na een korte ziekenhuisopname in juni 2005 overleed Berkien op 63-jarige leeftijd. Hij werd onder grote belangstelling gecremeerd in het Crematorium Daelwijck te Utrecht. De zanger Martin van Doorn verzorgde het muzikale gedeelte.
Op 11 november 2005 werd het eerste exemplaar van een biografie over Berkien uitgereikt aan Anton Geesink. Op 11 november 2008 werd een door Frans Stelling gemaakt standbeeld van Herman Berkien onthuld bij het Ledig Erf in Utrecht. Dit standbeeld staat nog geen honderd meter van de Stichtse Taveerne aan de Twijnstraat 43 waar in de kelder daarvan Herman zijn eerste stappen zetten in de cabaretwereld.
Berkien was gehuwd met Inge Hansen-Weiss.

## Caravan
Het liedje Waar is toch m'n caravan wordt sinds 2014 wekelijks op maandag en vrijdag door de NTR gebruikt in de Beste Vrienden Quiz bij de gelijknamige vraag in de categorie "IQ". Tonny van der Neut, de assistent van presentator Bart Meijer zingt voorafgaand aan die vraag het refrein van dit lied. Na het zingen van het lied loopt Tonny bij de vraag zelf een route op een camping met 25 caravans, waarbij hij op zekere plek stopt.  Vervolgens moet door de kandidaten worden geraden in welke caravan hij stapt nadat hij z`n route heeft vervolgd. Vanaf 2016 wordt de gehele route in één keer gelopen waarbij de kandidaten moeten raden in welke caravan hij stapt. Alleen in 2019 liep Tonny niet zelf de route. Hij deed het dit jaar voor één seizoen op de computer met zijn alter ego "Kartonnie". Vanaf 2020 doet hij het gewoon weer zelf.

## NPO Radio 2 Top 2000
Van Herman Berkien stond alleen Uterech mu stad in 2023 in de NPO Radio 2 Top 2000, op plek 1731.